# Тележиха
Тележи́ха (рос. Тележиха) — село у складі Солонешенського району Алтайського краю, Росія. Входить до складу Солонешенської сільської ради.

## Населення
Населення — 228 осіб (2010; 262 у 2002).
Національний склад (станом на 2002 рік):
- росіяни — 99 %